# 484
| 484                |
| ------------------ |
| Dødsfald - Fødsler |
|                    |

| Gregoriansk kalender | 484 CDLXXXIV            |
| Ab urbe condita      | 1237                    |
| Armensk kalender     | I/T                     |
| Kinesiske kalender   | 3180 – 3181 癸亥 – 甲子 |
| Etiopisk kalender    | 476 – 477               |
| Jødisk kalender      | 4244 – 4245             |
| Hindukalendere       |                         |
| - Vikram Samvat      | 539 – 540               |
| - Shaka Samvat       | 406 – 407               |
| - Kali Yuga          | 3585 – 3586             |
| Iransk kalender      | 138 BP – 137 BP         |
| Islamisk kalender    | 142 BH – 141 BH         |

Se også 484 (tal)